# Horacio Fernández del Castillo
Horacio Fernández del Castillo Sainz (Madrid, 22 de junho de 1955) é um arquiteto espanhol. Formado em 1983 pela Escuela Técnica Superior de Arquitectura de Madrid (ETSAM), atualmente dirige o escritório de arquitetura que leva o seu nome. Fundador também de Sainasia AIE e Shanghai Sainasia na China, sua atividade profissional foi desenvolvida principalmente na Espanha, com alguns projetos espalhados pelo mundo, principalmente na China, na Guiné e em Marrocos.
O início da sua carreira profissional veio marcado pela constante investigação no campo da Restauração Monumental, e são suas primeiras obras que lhe deram mais sucesso na Espanha como importante restaurador do patrimônio nacional. Após esses primeiros anos na Espanha, começou a internacionalização do escritório e as suas obras primas: o Museu Domus Artium (Salamanca, 2002), e o Mercado Central de Valência (2006).

## Obras mais importantes
- Nova sede do Museu Nacional do Teatro em Almagro;
- Museu da Catedral de Coria;
- Teatro Serrano de Gandía em Valência;
- Domus Artium 2002 em Salamanca.;
- Reabilitação Integral do Mercado Central de Valencia.;
- Reabilitação Integral do Teatro Lope de Vega de Valladolid.;
- Centro Tecnológico de la Universidad de Extremadura em Badajoz;
- Remodelação integral da Sede da Comisión Nacional del Mercado de Valores (CNMV) no Paseo de la Castellana de Madrid;
- Remodelação integral do Ministerio del Interior en el Paseo de la Castellana 5;
- Centro Cívico e Cultural en Calera de León, Badajoz;
- Remodelação da Plaza de Santa Ana de Madrid;
- Remodelação da calle Mayor e da calle Fuencarral de Madrid;
- Remodelação do Barrio de las Letras em Madrid;
- Instituto Severo Ochoa em Tánger, Marrocos;
- Teatro Capitol, em Cieza Múrcia;
- Consulado Espanhol em Xangai, China.